# Liste der Kulturdenkmäler in Zehnhausen bei Wallmerod
In der Liste der Kulturdenkmäler in Zehnhausen bei Wallmerod sind alle Kulturdenkmäler der rheinland-pfälzischen Ortsgemeinde Zehnhausen bei Wallmerod aufgeführt. Grundlage ist die Denkmalliste des Landes Rheinland-Pfalz (Stand: 21. Dezember 2021).

## Einzeldenkmäler
| Bezeichnung      | Lage                       | Baujahr                           | Beschreibung | Bild                           |
| ---------------- | -------------------------- | --------------------------------- | --- | ------------------------------ |
| Wohnhaus         | Bachstraße 1 Lage          | 18. oder 19. Jahrhundert          | Fachwerkhaus, verputzt, wohl aus dem 18. oder 19. Jahrhundert                                                                       | Fotos hochladen                |
| Heiligenhäuschen | Borngasse, bei Nr. 14 Lage | 18. oder 19. Jahrhundert          | Heiligenhäuschen, 18. oder 19. Jahrhundert                                                                                          | weitere Bilder Fotos hochladen |
| Quereinhaus      | Hauptstraße 3 Lage         | 18. Jahrhundert                   | Fachwerk-Quereinhaus, verputzt, wohl aus dem 18. Jahrhundert                                                                        | Fotos hochladen                |
| Hofanlage        | Hauptstraße 26 Lage        | erste Hälfte des 18. Jahrhunderts | Parallelhof; Fachwerkwohnhaus, teilweise massiv, erste Hälfte des 18. Jahrhunderts, Fachwerkscheune mit Niederlass, 18. Jahrhundert | Fotos hochladen                |